# Су-24
Су-24 (за класифікацією НАТО — Fencer) — радянський надзвуковий фронтовий бомбардувальник з крилом змінної стрілоподібності. Розробка почалася на початку 1960-х, у 1975 році був прийнятий на озброєння ВПС СРСР. Випущено близько 1200 літаків в різних модифікаціях.
Призначений для завдання ракетно-бомбових ударів у простих та складних метеоумовах, вдень та вночі, зокрема на малих висотах з прицільним враженням наземних і надводних цілей. Носій тактичних ядерних зарядів.
Су-24М — основний літак бомбардувальної авіації Повітряних сил України.

## Історія створення
У 1961 році, після прийняття на озброєння винищувача-бомбардувальника Су-7Б, ДКБ Сухого було поставлено завдання щодо створення нової модифікації літака, що мав використовуватись за будь-яких погодних умов та знищення малих цілей. Це дало початок розробці літака Су-24. З початком робіт стало зрозумілим, що вирішити завдання у рамках модифікації існуючої моделі Су-7 неможливо (об'єм обладнання, що мав бути розміщений на борту, перевищував такі об'єми Су-7).
Починаючи з 1962 року у ОКБ розгорнута робота з проєктування нового літака, що отримав назву Су-6. Машина була створена за нормальною аеродинамічною схемою із тонким трапецієвидним крилом помірної стріловидності, двома двигунами. Екіпаж становили 2 людини — льотчик та штурман-оператор, що розташовувались у кабіні один за одним. 1963 року було підготовлено ескізний проєкт та макет літака Су-6. Комісія ВПС ознайомилась з матеріалами, проте через відсутність ПНС (прицільно-навігаційної системи) подальша розробка була призупинена..
З 1964 року роботи із створення нового літака було продовжено під новим шифром — Т-58М, що мало означати модифікований варіант літака Су-15. Було змінено тактично-технічні вимоги до літака, саме тому тепер він розглядався як штурмовик для малої висоти із вкороченим злітним шляхом та посадкою, однією з умов також було забезпечення тривалого надзвукового низьковисотного польоту для виходу із зони ППО противника. Разом із продовженням розробок вдосконалювалась компоновка літака. 1965 року було змінено компоновку кабіни пілота, із схемою посадки «поряд».
Перший серійний Су-24 був випущений в грудні 1971 року.
У 1972 році бомбардувальник був прийнятий на озброєння ВПС СРСР, а в кінці 1974 року перші Су-24 почали надходити в військові частини. У 1983 році був прийнятий на озброєння Су-24М. З 1985 року на озброєння стала надходити модифікація Су-24МК, що має нове бортове електронне устаткування та систему дозаправки в повітрі. В кінці 1980-х років була створена нова модифікація літака у варіанті тактичного розвідника. Літак отримав позначення Су-24МР.
- 25 березня 1986.
- 1 травня 1985.
- 29 вересня 1989.

Серійне виробництво всіх модифікацій припинене у 1993 році. Всього було випущено близько 1200 літаків цього типу в різних модифікаціях, з них більше 770 — в модифікації Су-24М та її похідних варіантів. За даними The Military Balance на 2025 рік, у ВПС РФ налічується близько 160 Су-24 різних модифікацій, з них 26 машин — у авіації ВМФ.

## Конструкція
Літак є двомоторним високопланом з крилом змінної стрілоподібності. Залежно від режиму польоту передні частини крила (консолі) встановлюються в одне з чотирьох положень: 16° – на зльоті та при посадці, 35° – у крейсерському дозвуковому польоті, 45° – при бойовому маневруванні та 69° – при польоті на надзвуковій швидкості. Змінна геометрія крила забезпечує відмінні характеристики короткого зльоту та посадки, дозволяючи знижувати швидкість посадки до 230 км/год, що навіть нижче, ніж у Су-17, незважаючи на значно більшу злітну масу. Високе навантаження на крило забезпечує стабільний політ на малій висоті та мінімальну реакцію на турбулентність. На літаку триопорне шасі, що прибирається.
Фюзеляж напівмонококової конструкції, двомісна кабіна. Льотчик і штурман розташовуються поруч, «пліч-о-пліч», управління подвійне. Катапультні крісла типу К-36ДМ. Силовий набір фюзеляжу складається з шпангоутів, лонжеронів та стрингерів. 
Су-24 оснащений двома ТРДФ АЛ-21Ф-3 (виріб «89»), кожен з яких розвиває тягу на форсажі (на рівні землі) 2×11200 кгс, на максимальному безфорсажному режимі - 7800 кгс. Повітря надходить до двигунів через два прямокутні повітрозабірники, встановлені з боків, зі щитками для відділення прикордонного шару.
У ранніх версіях Су-24 ці повітрозабірники мали змінні рампи, що дозволяло досягати максимальної швидкості 2320 км/год) на висоті, що відповідає числу Маха 2.18, а також стелі у 17 500 м. Оскільки Су-24 використовується майже виключно для місій на малій висоті, приводи для змінних повітрозабірників були зняті для зменшення ваги та спрощення обслуговування. Це не вплинуло на продуктивність на малій висоті, але максимальна швидкість і висота були знижені до Маха 1.35 та 11 000 м. Ранні версії Су-24 мали коробкоподібний хвостовий фюзеляж, який згодом був змінений на більш обтічний, що щільніше огортає двигуни, для зменшення опору. Оновлений літак також отримав три антенні обтічники, розташовані поряд один з одним на носі, переміщений гальмівний парашут та новий повітрозабірник у основі хвостового оперення.

## Модифікації
Су-24М (Fencer-D) — паралельно із вдосконаленням серійних машин ОКБ провадило розробку нової модифікації бомбардувальника Т-6М. Доробки були пов'язані із встановленням вдосконаленої прицільно-навігаційної системи. Це підвищило бойові якості літака, забезпечило можливість застосування нової зброї — керованих ракет із лазерними та ТБ головками самонаведення. Перший політ модернізованого бомбардувальника відбувся 24 липня 1977 року. Ще до завершення випробувань було прийнято рішення про серійне виробництво нової машини під назвою Су-24М.
Су-24МР (Fencer-Е) — розвідувальний варіант для фронтової розвідки та потреб сухопутних військ. Розробка почалась у 1978 році на базі Су-24М. Літак забезпечує комплексну повітряну розвідку вдень та вночі за різних метеоумов на глибину до 400 км від лінії фронту за умов протидії засобів ППО противника. Обладнаний бортовим комплексом розвідки БКР-1, що забезпечує високу ймовірність виявлення та розпізнавання військових об'єктів засобами радіолокаційної, інфрачервоної, телевізійної, лазерної, радіаційної розвідки.
Су-24МП (Fencer-F) — спеціальна модифікація літака для встановлення шумових перешкод (для придушення електронних систем противника). Створення апарату на базі Су-24М розпочате у 1976 році. Літак не призначений для роботи по наземних цілях, озброєння складається із вбудованої гармати та 2-4 самонавідних ракет повітряного бою типу Р-60 або Р-60М. Виробництво розпочате 1979 року, кількість одиниць моделі обмежена, за різними оцінками налічує до 20 екземплярів.
Су-24МК — комерційна модифікація Су-24М. Призначена для експорту у дружні до СРСР східні країни. Від прототипу Су-24М відрізняється переробленими обладнанням навігації та зв'язку під стандарт, що було оговорено у контракті. Експортувався до Сирії, Іраку, Лівії.
Моделі, що наразі перебувають на озброєнні, зазнають нових модифікацій та переробок застарілого обладнання. Після модернізації маркування моделі змінюється, наприклад, літаку Су-24М присвоюється маркування Су-24М2.

## Тактико-технічні характеристики літака
Наведені нижче характеристики відповідають модифікації Су-24М. Дані взяті з: Sukhoi, Combat Aircraft since 1945, deagel.com, airforce-technology.com

### Технічні характеристики

Схема Су-24 в 3 проекціях

- Екіпаж: 2 особи (пілот та штурман-оператор)
- ліве робоче місце пілота, праве — штурмана
- Довжина: 22,67 м
- Розмах крила:
  - при куті стрілоподібності χ=16°: 17,638 м
  - при куті стрілоподібності χ=69°: 10,366 м
- Висота: 6,193 м
- Площа крила:
  - при куті стрілоподібності χ=16°: 55,16 м²
  - при куті стрілоподібності χ=69°: 51 м²
- Коефіцієнт видовження крила:
  - при куті стрілоподібності χ=16°: 5,64
  - при куті стрілоподібності χ=69°: 2,107
- Кут стрілоподібності по передній межі: 16°/ 35°/ 45°/ 69°
- Поперечне V крила: −4,5°
- База шасі: 8,51 м
- Колія шасі: 3,31 м
- Маса порожнього: 22 300 кг
- Маса спорядженого: 23 700 кг
- Нормальна злітна маса: 33 500 кг
- Максимальна злітна маса: 39 700 кг
- Нормальна посадкова маса: 24 500 кг
- Максимальна посадкова маса: 28 000 кг
- Маса палива у внутрішніх баках: 9 800 кг
- Об'єм паливних баків: 11 860 л
- Силова установка: 2 × ТРДФ АЛ-21Ф-З
  - Безфорсажна тяга: 2 × 7 800 кгс (76,5 кН)
  - Форсажна тяга: 2 × 11 200 кгс (110 кН)

### Льотні характеристики
- Максимальна швидкість:
  - на великій висоті: 1 700 км/год (1,6М)
  - на малій висоті 200 м: 1 400 км/год (без підвіски)
- Швидкість відриву: 300—310 км/год
- Посадкова швидкість: 280—290 км/год
- Бойовий радіус: 560 км (на висоті 200 м з ППБ та нормальним бойовим завантаженням)
- Перегінний радіус: 2 850 км (з ППБ)
- Практичний максимум висоти: 11 000 м
- Навантаження на крило: 607 кг/м² (за норм. злітної маси при χ=16°)
- Тягооснащеність: 0,67 / 0,56 (за норм./макс. злітної маси на форсажі)
- Довжина розбігу: 1 150 — 1 250 м (за норм. злітної маси)
- Довжина пробігу: 950 — 1 000 м (при норм. злітної маси та з гальмівним парашутом)
- Максимальне експлуатаційне перевантаження: + 6,5g

### Озброєння

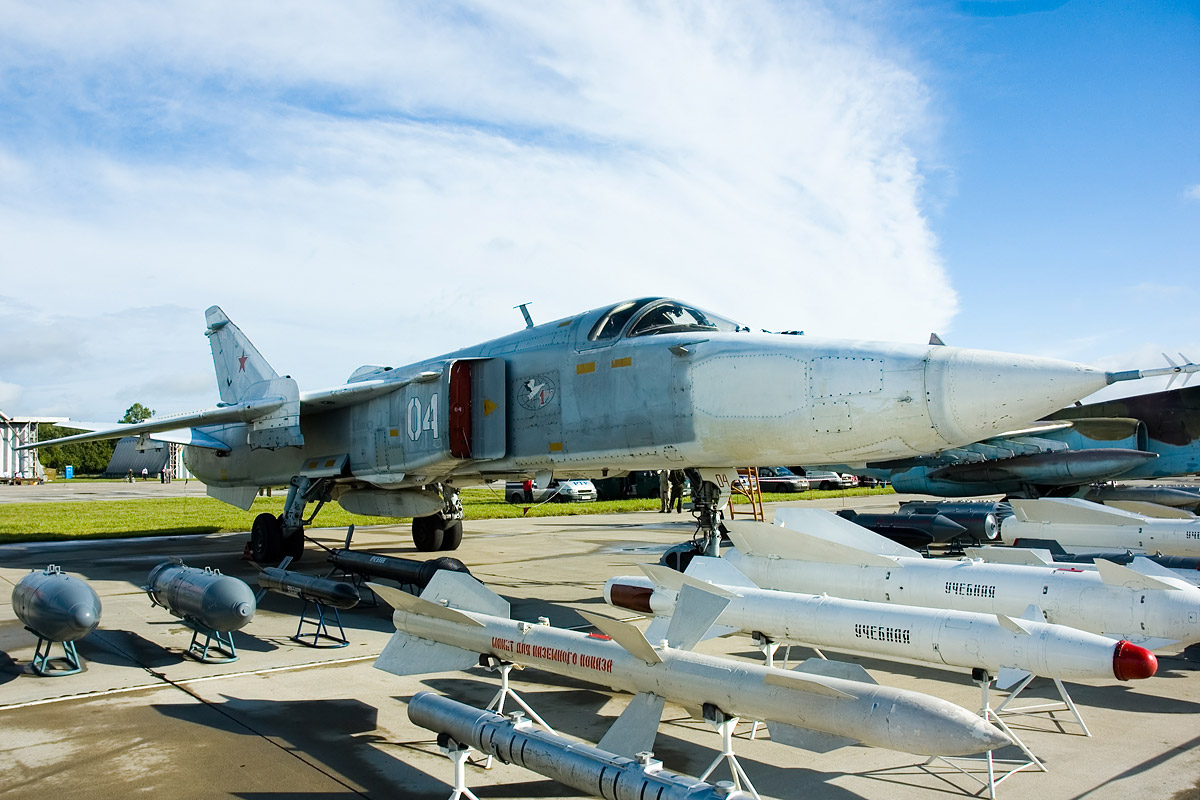
Су-24МР, авіабаза Кубінка

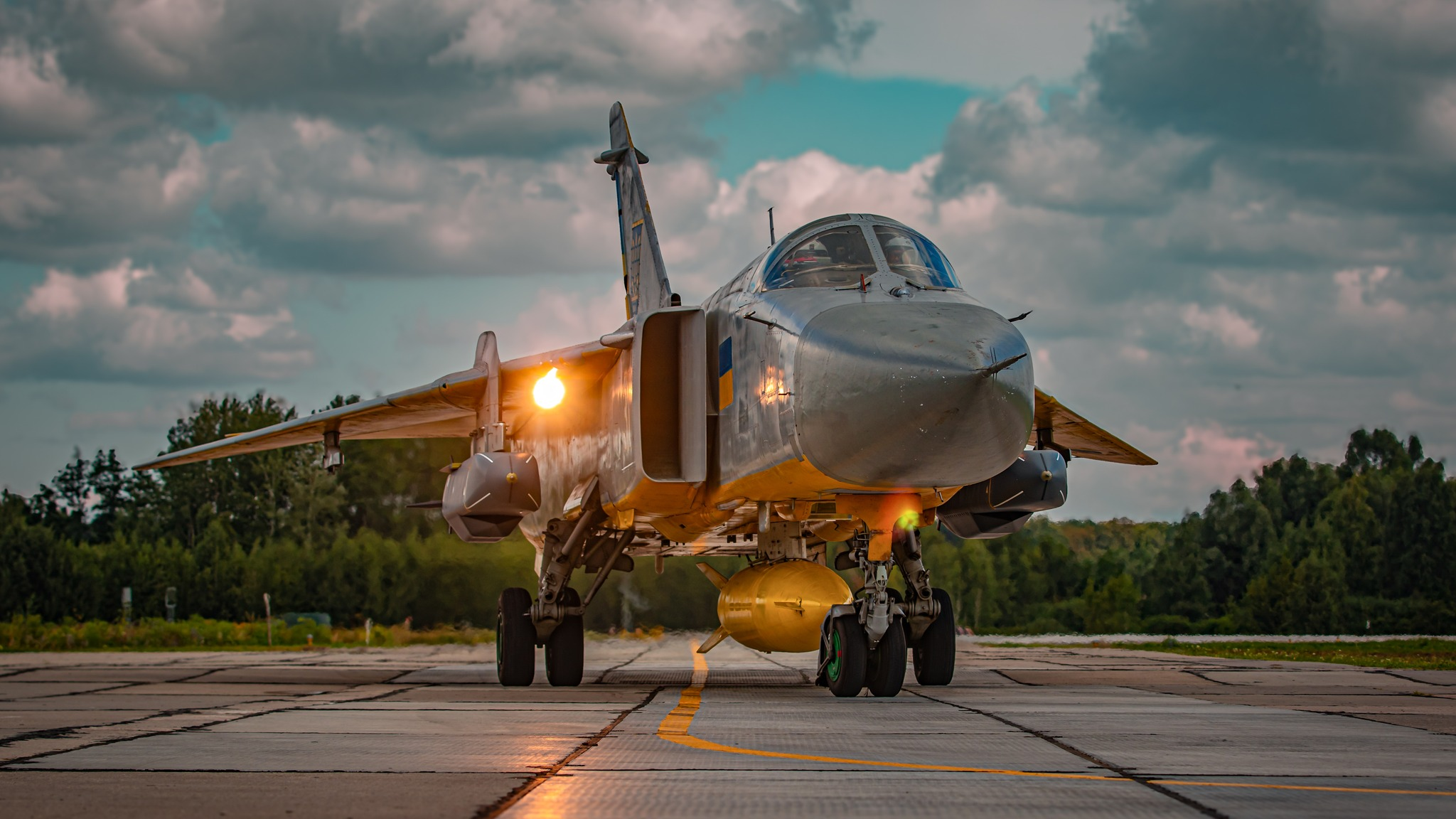
Су-24М ПС ЗСУ з двома ракетами Storm Shadow/SCALP-EG

- Стрілецько-гарматне: 1 × шестиствольна автоматична 23 мм гармата ГШ-6-23 з 500 сн.
- Точки підвісу: 8
- Бойове навантаження: 8 000 кг (максимальна)
- Керовані ракети:
  - ракети «повітря — повітря»: 2 × Р-60 (АА-8)
  - ракети «повітря — поверхня»:
    - + 4 × Х-25МЛ/МР або Х-23
    - + 3 × Х-29Л/Т або Х-59
    - + 6 × С-25Л
    - + 2 × Х-58
    - + 2 × Storm Shadow — модифіковані Су-24 для потреб ПС ЗСУ[7]
- Некеровані ракети:
  - 192 (6 × 32) × 57 мм С-5 у блоках УБ-32 або
  - 120 (6 × 20) × 80 мм С-8 у блоках Б-8М або
  - 30 (6 × 5) × 122 мм С-13 у блоках Б-13Л або
  - 4 × 240 мм С-24 або
  - 6 × 266 мм С-25
- Бомби: вільнопадаючі та кориговані різного призначення, бомбові касети
  - 3 × 1 500 кг (ФАБ-1500, КАБ-1500Л/ТК, тощо) або
  - 7 × 500 кг (КАБ-500Л/КР, ЗБ-500) або
  - 10 × 500 кг (ФАБ-500, РБК-500) або
  - 30 або 16 × 250 кг (ФАБ-250, РБК-250) або
  - 38 × 100 кг (ОФАБ-100) або
  - 7 × контейнерів КМГУ-2
- Гарматні контейнери: 3 × СППУ-6 з 23 мм гарматою ГШ-6-23 з 400 сн.
- Підвісний контейнер радіотехнічної розвідки та цілевказання «Фантасмагорія»

## Аварії та катастрофи
Су-24 вважається одним з найбільш аварійних літальних апаратів в пострадянській військовій авіації. За майже 40 років експлуатації (на лютий 2015) ця модель літака тільки в Росії зазнала більше 80 аварій.
- 11 лютого 2015 після чергової катастрофи літака Су-24 під Волгоградом під час його заходу на посадку в 7 км від ЗПС, Міністерство оборони Росії вирішило призупинити всі польоти цих фронтових бомбардувальників[джерело?].
- 24 листопада 2015 року СУ-24 ПКС РФ під час порушення турецького повітряного простору був збитий винищувачем F-16 ПС Туреччини. За даними міністерства оборони Туреччини, пілоти F-16 кілька разів намагалися вийти на зв'язок з пілотами збитого винищувача, однак не отримали відповіді[9]. Див. також: Збиття російського Су-24 у 2015 році

- 10 жовтня 2017 року СУ-24 ПКС РФ розбився при зльоті з аеродрому авіабази «Хмеймім» в Сирії. Літак викотився за межі злітної смуги і зруйнувався. Екіпаж не встиг катапультуватись. За попередніми даними, причиною могла бути технічна несправність[10].

- 1 березня 2020 року Туреччина збила 2 Су-24 під час проведення військової операції «Весняний щит» в Сирії, в провінції Ідліб[11].

- 27 серпня 2021 року в Пермі (Росія) впав фронтовий бомбардувальник Су-24М, льотчикам вдалось катапультуватись[12].
- 9 жовтня 2022 року поблизу хутора Сибірьки (Морозовський р-н Ростовської обл.) розбився російський (ймовірно, навчальний) літак Су-24М[13], поряд розташована авіабаза Морозовськ, на якій дислокуються Су-24, Су-24М та Су-34[джерело?].
- 12 вересня 2023 року літак Су-24М розбився у Волгоградській області[14].

## Бойове застосування

### Війна в Афганістані
Радянський Союз використовував кілька Су-24 під час радянського вторгнення до Афганістану, з початковими ударами у 1984 році та другою інтервенцією наприкінці війни у 1988 році. Су-24 ніколи не базувалися на території Афганістану, діючи з авіабаз у Середній Азії. Бойових втрат не було.

### Громадянська війна в Лівані
13 жовтня 1990 року літаки ПС Сирії увійшли в повітряний простір Лівану, щоб завдати удару по військових силах генерала Мішеля Ауна. У цій операції було використано сім Су-24.

### Операція «Буря в пустелі»
Під час операції «Буря в пустелі» ПС Іраку евакуювали 24 зі своїх 30 Су-24МК до Ірану. Ще п'ять були знищені на землі, а єдиний вцілілий літак залишився на службі після війни.

### Таджицька та Афганська громадянські війни
Літаки Су-24 використовувалися ПС Узбекистану проти Об'єднаної таджицької опозиції, яка діяла з території Афганістану (де також тривала громадянська війна), в рамках ширшої повітряної кампанії на підтримку уряду Таджикистану під час громадянської війни 1992–1997 років. 3 травня 1993 року Су-24М був збитий за допомогою ПЗРК FIM-92 Stinger, випущеного фундаменталістами. Обидва члени російського екіпажу були врятовані.
У серпні 1999 року Таджикистан висловив протест через нібито удар чотирьох Су-24ПС Узбекистану по ісламістських бойовиках у районах поблизу двох гірських сіл у Джиргатольському районі. Внаслідок удару не було людських жертв, але загинуло близько 100 голів худоби, і кілька сільськогосподарських полів були спалені. Ташкент заперечував ці звинувачення.
На завершальному етапі афганської громадянської війни 1996-2001 років Узбекистан завдав авіаударів по позиціях Талібану на підтримку Північного союзу. Під час місії з атаки по частинам Талібану поблизу Хайратана 6 червня 2001 року Су-24 ВПС Узбекистану був збитий, обидва члени екіпажу загинули.

### Російсько-чеченські війни
Су-24 ВПС Росії застосовувалися під час обох російсько-чеченських війн.
3 лютого 1995 року під час бойових дій над Чечнею російський Су-24М врізався в землю, загинули обидва члени екіпажу.
Під час другої російсько-чеченської війни, Су-24 виконували бомбардувальні та розвідувальні місії. Було втрачено до чотирьох літаків, один з них через ворожий вогонь: 4 жовтня 1999 року Су-24 був збитий зенітною ракетою під час пошуку місця катастрофи збитого Су-25. Пілот загинув, а штурмана взяли в полон.

### Російсько-грузинська війна (2008)
Російські Су-24 виконували бомбардувальні та розвідувальні вильоти над Грузією. Росія визнала втрату трьох своїх штурмовиків Су-25 і одного дальнього бомбардувальника Ту-22М3. Moscow Defence Brief надало вищу оцінку втрат, зазначивши, що загальні втрати російських ВПС під час війни становили один дальній бомбардувальник Ту-22М3, один бомбардувальник Су-24М, один розвідувальний літак Су-24МР і чотири штурмовики Су-25. Антон Лавров навів дані про втрату одного Су-25СМ, двох Су-25БМ, двох Су-24М і одного Ту-22М3.

### Громадянська війна в Сирії
Починаючи з листопада 2012 року, через 18 місяців після початку Громадянської війни в Сирії і через чотири місяці після початку повітряних нальотів літаками сирійських ПС, бомбардувальники Су-24 були зафільмовані під час атак на позиції повстанців. Сирійські ПС зазнали першої втрати Су-24, модернізованої версії MK2, через зенітно-ракетний комплекс «Ігла» 28 листопада 2012 року біля міста Дарат-Ізза в провінції Алеппо. Один із членів екіпажу, полковник Зіяд Дауд Алі, був поранений і знятий на відео під час доставки до польового шпиталю повстанців.
Сирійські Су-24, як повідомлялося, також брали участь у близьких зіткненнях з літаками НАТО. Перший такий інцидент стався на початку вересня 2013 року, коли сирійські Су-24 819-ї ескадрильї (вилетіли з військової авіабази Тіас) пролетіли низько над Середземним морем і наблизилися до 14-мильної обмеженої для польотів зони навколо британської авіабази в Акротирі, Кіпр. Літаки повернули назад перед досягненням цієї зони через підняття на перехоплення двох британських Eurofighter Typhoon. Туреччина також направила два F-16. Можливо, сирійські Су-24 перевіряли систему ППО бази (і час її реакції) в рамках підготовки до можливого військового удару з боку США, Великобританії та Франції після хімічної атаки в Гуті, Дамаск, яка, за повідомленнями, була здійснена сирійським урядом.
23 вересня 2014 року сирійський Су-24 був збитий ізраїльською ракетною системою MIM-104D Patriot біля Кунейтри після того, як він пролетів 800 м у контрольованому Ізраїлем повітряному просторі, над окупованими Голанськими висотами. Ракета вразила літак, коли він уже повернувся до сирійського повітряного простору. Обидва члени екіпажу успішно катапультувалися і приземлилися на сирійській території.
18 березня 2018 року сирійський Су-24 був збитий повстанцями у Східному Каламуні, на сході провінції Дамаск; літак впав на територію, контрольовану сирійськими урядовими силами.
1 березня 2020 року два сирійські Су-24МК2 були збиті турецькими винищувачами F-16 за допомогою ракет класу «повітря-повітря» над провінцією Ідліб. Усі чотири пілоти катапультувалися і залишилися живими.

#### Інтервенція Росії в Сирію

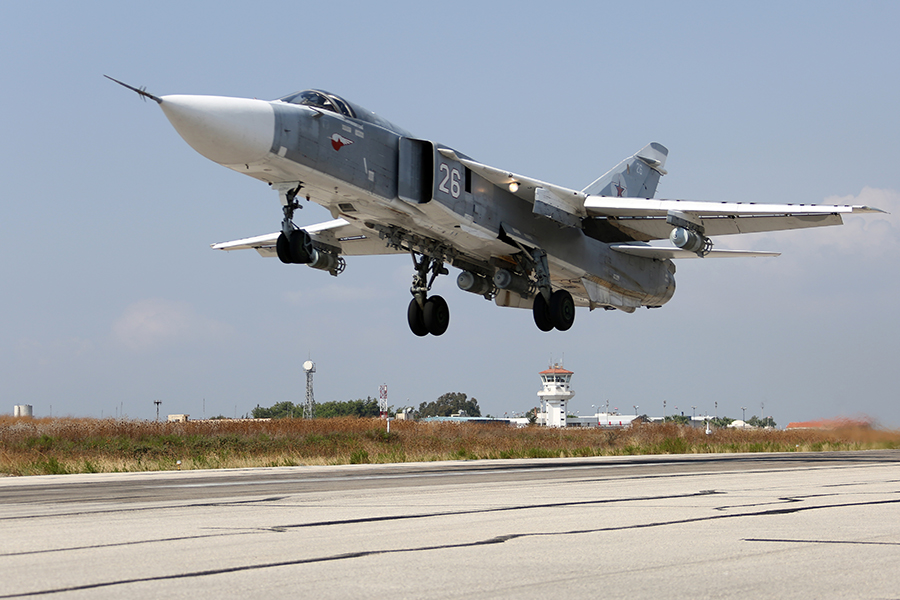
Су-24М в Латакії на авіабазі Хмеймім, Сирія. Жовтень 2015 р.

Далекобійна ударна сила ПКС Росії у регіоні була представлена дванадцятьма бомбардувальниками Су-24М2, які Росія направила на свою базу в Латакії, Сирія. 24 листопада 2015 року російський Су-24М був збитий парою турецьких F-16 поблизу турецько-сирійського кордону. Два члени екіпажу катапультувалися до того, як літак розбився на території Сирії, однак одного з членів екіпажу розстріляли із землі під час його посадки з парашутом, інший — вижив та був евакуйований. Росія заявила, що літак не покидав повітряний простір Сирії, тоді як Туреччина стверджувала, що літак увійшов у їхній повітряний простір і був попереджений 10–12 разів перед тим, як його збили.
Заступник командира бригади сирійських туркменів заявив, що його бійці застрелили екіпаж під час їх спуску на парашутах, хоча деякі турецькі офіційні особи згодом заявили, що екіпаж був живий. Штурмана врятували російські сили, але пілот був убитий повстанцями, а також загинув російський морський піхотинець, який брав участь у спробі порятунку за допомогою вертольота. Диктатор Володимир Путін попередив Туреччину про серйозні наслідки. Для підвищення безпеки під час повітряних операцій у регіоні російські винищувачі супроводжуватимуть бомбардувальники, С-400 були розгорнуті в Сирії, а російський крейсер «Москва» був розміщений біля узбережжя для захисту російських літаків. Після інциденту Росія оголосила, що Су-24 у Сирії були озброєні ракетами «повітря-повітря» під час бойових вильотів.

### Російсько-українська війна на сході України (2014—2022)
Під час російського вторгнення на Донбас 2 липня 2014 року літак Су-24 Повітряних сил України був пошкоджений переносним зенітно-ракетним комплексом, випущеним проросійськими силами. Один із двигунів був пошкоджений, але екіпажу вдалося повернутися на базу та здійснити посадку. Під час приземлення виникла нова пожежа, але вона була погашена наземним екіпажем. Спочатку цей літак був ідентифікований як Су-25, але 20 серпня 2014 року український Су-24М був збитий проросійськими бойовиками в Луганській області, що було підтверджено українською владою, яка повідомила, що члени екіпажу катапультувалися та були евакуйовані. 21 серпня 2014 року збитий літак був ідентифікований як Су-24М.

### Повномасштабне російське вторгнення 2022 року
Су-24 використовуються обома сторонами війни.
За повідомленнями, до російського вторгнення у 2022 році Україна мала від 10 до 20 боєздатних Су-24. Через відсутність ракет великої дальності українським екіпажам доводилося входити в зону дії російських засобів ППО для ураження своїх цілей. 7-ма бригада тактичної авіації імені Петра Франка зазнала багатьох втрат у перші місяці вторгнення.
У перші години вторгнення Повітряні сили України використали щонайменше два Су-24М під час битви за аеропорт «Антонов» проти російських повітряно-десантних військ, які прилетіли в аеропорт на гелікоптерах. 27 лютого один український Су-24 був втрачений поблизу Бучі, Київська область. Пілоти, майор Руслан Олександрович Білоус і капітан Роман Олександрович Довгалюк, загинули і були посмертно нагороджені орденом Богдана Хмельницького. Ще один бомбардувальник був втрачений 3 квітня, коли з'явилося відео з місця катастрофи, де були знайдені уламки синього двигуна АЛ-21, який використовувався на Су-24. 22 березня ще один український Су-24М був збитий російськими силами в Ізюмі. Штурман успішно катапультувався, але пілот, майор Олексій Олександрович Коваленко, загинув. 19 травня Су-24 був втрачений поблизу Липового, Бахмутський район. Пілот, підполковник Ігор Хмара, і штурман, майор Ілля Негар, загинули.
9 серпня вибухи на аеродромі Саки в Новофедорівці, Крим, знищили та пошкодили кілька літаків на землі, серед них щонайменше п'ять Су-24 російської морської авіації. Росія заперечила втрату будь-яких літаків, але це було спростовано супутниковими знімками.
24 травня 2023 року, під час зустрічі з Міністром оборони Великої Британії Беном Воллесом, Міністр оборони України Олексій Резніков оприлюднив фотографію Су-24МР (бортовий номер 60 «жовтий», 7 БрТА) з, ймовірно, крилатими ракетами Storm Shadow, переданими Великою Британією. Для під'єднання ракет до Су-24 літаки було обладнано пілонами від списаних британських Panavia Tornado.
11 липня 2023 року російський генерал-лейтенант Олег Цоков загинув під час авіаудару по командному пункту 58-ї загальновійськової армії в окупованому Бердянську під час українського контрнаступу 2023 року. Російські державні ЗМІ стверджували, що він був убитий ракетою Storm Shadow, запущеною з українського Су-24.
13 вересня 2023 року внаслідок атаки на Севастопольський суднобудівний завод були пошкоджені портові об'єкти, підводний човен «Ростов-на-Дону» та великий десантний корабель «Мінськ», які перебували в сухому доці. У дописі в Telegram командувач Повітряних сил України Микола Олещук натякнув на використання британських ракет Storm Shadow або французьких ракет SCALP, запущених українськими Су-24.

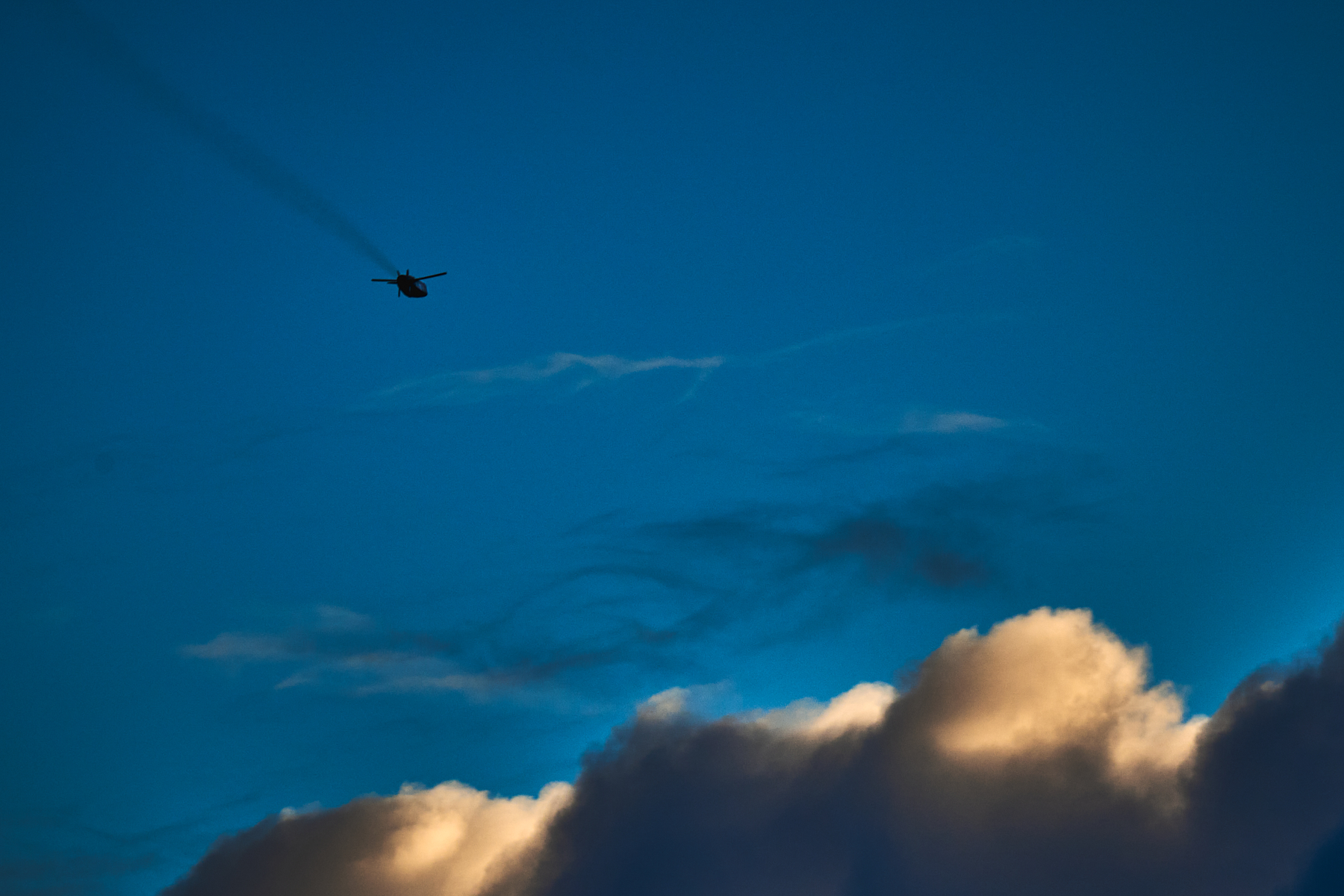
Пуск ракети Storm Shadow по об'єктах ОПК РФ у Ростовській області. Грудень 2024 року.

22 вересня 2023 року українські Су-24, випустивши ракети Storm Shadow, вдарили по штаб-квартирі Чорноморського флоту в Севастополі. У ЗСУ заявили, що удар по штабу в Севастополі було завдано в той час, коли в будівлі проходила нарада керівництва Чорноморського флоту Росії. Ціль успішно вразили щонайменше дві крилаті ракети Storm Shadow.
4 листопада 2023 року українські Су-24 запустили щонайменше три крилаті ракети, ймовірно Storm Shadow або SCALP, вдаривши по новозбудованому російському корвету «Аскольд» на суднобудівному заводі «Залів» у Керчі. Корабель, який мав увійти до складу флоту у другій половині 2023 року, зазнав значних пошкоджень з лівого борту.
5 грудня 2023 року генерал-лейтенант Микола Олещук заявив, що українська ракета ПЗРК RBS-70 збила Су-24 в Одеській області.
Станом на 13 липня 2025 року редактори Oryx Blog знайшли фото чи відео підтвердження безповоротної втрати Росією 12 Су-24М/МР,  ще низка були пошкоджені. Україна, за даними Oryx, втратила 19 Су-24М/МР.

### Втрати російських Су-24 під час вторгнення в Україну
| №  | Дата                            | Місце                                              | Коментар |
| -- | ------------------------------- | -------------------------------------------------- | --- |
| 1  | 24 лютого 2022 року             | Донецька область, Україна                          | Літак був збитий в Донецькій області |
| 2  | 03 березня 2022 року            | Одеська область, Україна                           | Літак був збитий в Одеській області |
| 3  | 03 квітня 2022 року             | Південний напрямок                                 | Літак збитий на південному напрямку |
| 4  | 09 серпня 2022 року             | Авіабаза «Саки», Сакському район, АР Крим, Україна | Щонайменше шість Су-24М / Су-24МР знищено на аеродромі в Криму. |
| 5  | 09 серпня 2022 року             | Авіабаза «Саки», Сакському район, АР Крим, Україна | Щонайменше шість Су-24М / Су-24МР знищено на аеродромі в Криму. |
| 6  | 09 серпня 2022 року             | Авіабаза «Саки», Сакському район, АР Крим, Україна | Щонайменше шість Су-24М / Су-24МР знищено на аеродромі в Криму. |
| 7  | 09 серпня 2022 року             | Авіабаза «Саки», Сакському район, АР Крим, Україна | Щонайменше шість Су-24М / Су-24МР знищено на аеродромі в Криму. |
| 8  | 09 серпня 2022 року             | Авіабаза «Саки», Сакському район, АР Крим, Україна | Щонайменше шість Су-24М / Су-24МР знищено на аеродромі в Криму. |
| 9  | 09 серпня 2022 року             | Авіабаза «Саки», Сакському район, АР Крим, Україна | Щонайменше шість Су-24М / Су-24МР знищено на аеродромі в Криму. |
| 10 | 13 вересня 2022 року            | Херсонська область, Україна                        | Літак збитий підрозділом 160-ї зенітної ракетної Одеської бригади (ПвК «Південь») на Херсонщині. |
| 11 | 14 вересня 2022 року            | Потребує уточнення                                 | Збитий літак Су-24М (за даними ГШ ЗСУ, уточнити) |
| 12 | 16 вересня 2022 року            | Херсонська область, Україна                        | Збитий літак Су-24 (за даними ГШ ЗСУ, потрібне уточнення: 16 вересня ОК «Південь» повідомляє про збитий на Херсонщині Су-25) |
| 13 | 28 (або 29) листопада 2022 року | Донецька область, Україна                          | Сили оборони України збили ворожі літаки Су-25 та Су-24 (за повідомленням ГШ ЗСУ, оприлюдненим зранку 29 листопада), один із них на Лисичанському, інший — на Бахмутському напрямках (за словами речника Командування ПС ЗСУ в ефірі «Єдиних новин» 29 листопада, близько 08:55). |
| 14 | 4 грудня 2022 року              | Донецька область, Україна                          | 4 грудня 2022 під Бахмутом виявлені уламки Су-24М (RF-93798, 48 «синій»). Напередодні підрозділ ДПСУ повідомив про збиття 2 грудня в цьому районі російського літака, який попередньо був ідентифікований як Су-34. Російські оккупанти найманці-льотчики Олександр Антонов і Володимир Нікішин зі складу авіакрила ПВК Вагнера частинами знаходились між уламками.                    |
| 15 | 13 лютого 2023 року             | Донецька область, Україна                          | О 18:03, під Бахмутом збито бомбардувальник Су-24 ВКС РФ (за інформацією Східного оперативно-територіального об'єднання Національної гвардії, літак уражений з ПЗРК «Piorun» старшим солдатом Максимом Балутою); у першому варіанті повідомлення, яке виправили за кілька годин, називався Су-25. Очільник ПВК Вагнера Пригожин заявив, що льотчики зуміли посадити пошкоджений літак. |
| 16 | 29 березня 2023 року            | Потребує уточнення                                 | За інформацію Повітряних Сил України, приблизно о 01:30 ночі було знищено Су-24М російської армії. |
| 17 | 8 травня 2023 року              | Новосибірськ, (РФ)                                 | 8 травня 2023 вранці у Новосибірську на території авіаційного заводу Компанії «Сухий» партизани знищили бойовий літак Су-24. Літак знаходився на майданчику авіаційної техніки, призначеної для ремонту та модернізації. |
| 18 | 5 грудня 2023 року              | о. Зміїний, Україна                                | За інформацію Повітряних Сил України було знищено Су-24М російської армії поблизу о. Зміїний. |

У ЗСУ заявили, що Росія планує обміняти дві ескадрильї літаків Су-24 та Су-35 на дешеві дрони Shahed, оскільки не може застосовувати свою авіацію в українському небі.

## Оператори

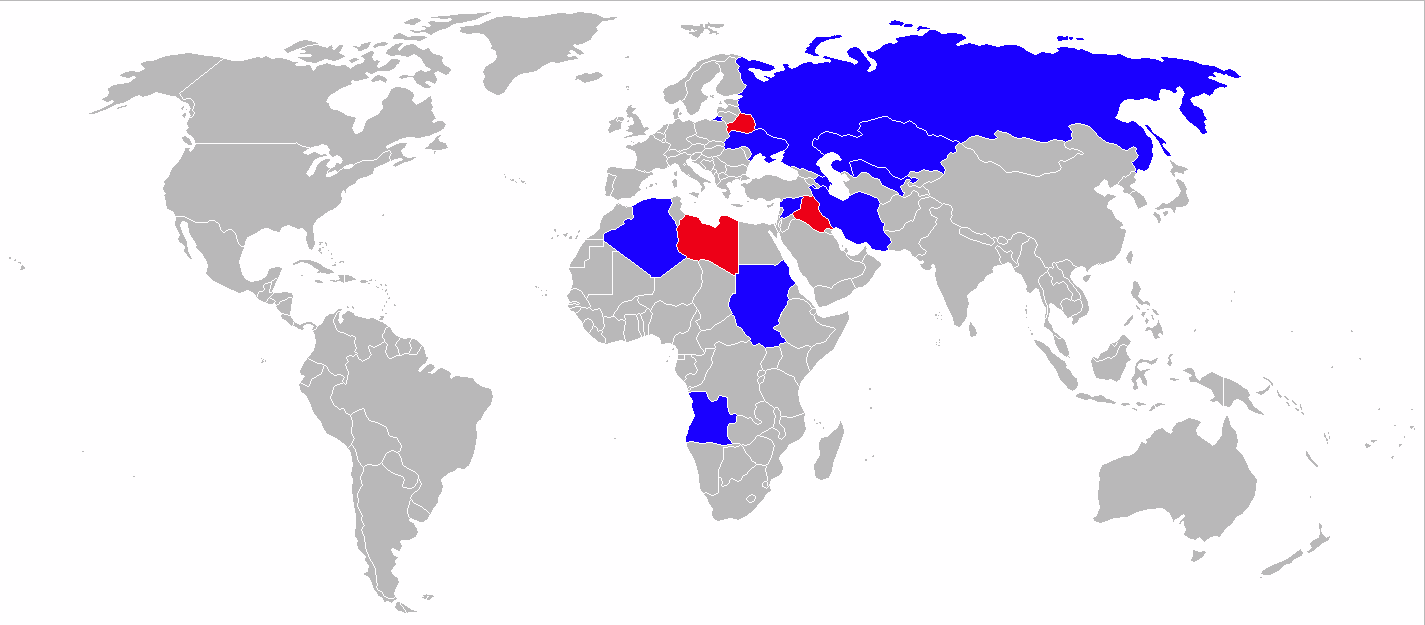
Держави, у яких Су-24 стоїть на озброєнні. Синім позначені сучасні користувачі, червоним — колишні

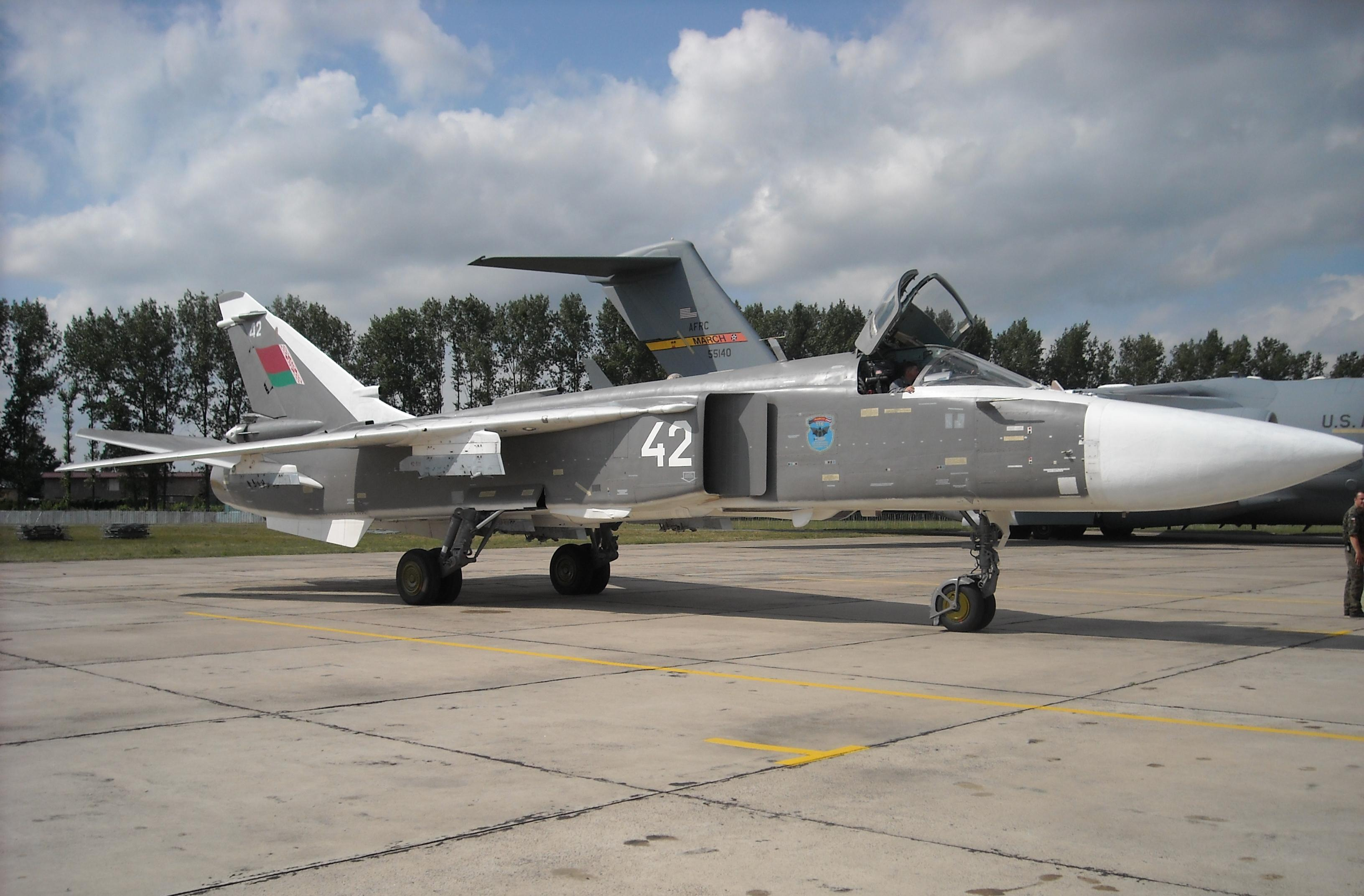
Су-24 ПС Білорусі на авіашоу в Радомі

### Сучасні
- Алжир: 33 Су-24М/Су-24МК і 3 Су-24МР станом на 2024 рік[86].
- Іран: 29 Су-24MK станом на 2024 рік[87].
- Лівія: деяка кількість Су-24М станом на 2024 рік[88].
- Росія: не більше 98 Су-24М/М2 і не більше 60 Су-24МР станом на 2024 рік[89].
  - ПС РФ — 68 Су-24М/М2 і не більше 50 Су-24МР станом на 2024 рік[90].
  - Морська авіація РФ — не більше 30 Су-24М і 10 Су-24МР станом на 2024 рік[91].
- Судан: 4 Су-24M/МР, станом на 2024 рік[92].
- Сирія: близько 10 Су-24MК, станом на 2024 рік[93].
- Україна: орієнтовано 5 Су-24М і 8 Су-24МР, станом на 2024 рік[94].  В 2019 році повідомлялося, що в бойовому стані перебувало 23 Су-24[95].

### Колишні
- Ангола
- Азербайджан
- Білорусь
- Ірак
- Казахстан: 25 Су-24/Су-24М станом на 2015 рік[96]. ПС Казахстану експлуатували 13 літаків до 2023 року або раніше. Літаки були виставлені на аукціон у жовтні 2023 року. За повідомленнями, придбані США у квітні 2024 року[97][98][99]. У пізнішій заяві казахський державний імпортер та експортер зброї Казспецекспорт спростував ці твердження, заявивши, що іноземні компанії не мали права брати участь у торгах[100][101].
- Лівія
- СРСР
- Узбекистан: 15 на зберіганні, станом на 2024 рік[102].

## Су-24 у Повітряних Силах України
Літак Су-24 є основним озброєнням бомбардувальної авіації ПС України. Призначений для завдання ракетно-бомбових ударів у простих та складних метеоумовах, вдень та вночі, в тому числі на малих висотах з прицільним ураженням наземних та надводних цілей.
Перебуває на озброєнні:
- 7-ї тактичній авіаційній бригаді (Хмельницька область): Су-24, Су-24МР, Су-24М;
- 28-ї окремої змішаної авіаційної ескадрильї (Миколаївська область): Су-24М, Су-24МП;
- у двох бригадах на зберіганні [джерело?];

Станом на осінь 2015 року у Повітряних Силах Збройних Сил України було 20 боєготових Су-24.
14 січня 2024 року командувач Повітряних Сил Збройних Сил України Микола Олещук повідомив, що не виключає посилення спроможностей бомбардувальників Су-24М за допомогою Mirage-2000D, а штурмовиків Су-25 — за допомогою A-10 Thunderbolt II. До цього Україна в рамках авіаційної коаліції домовилась про отримання європейських F-16.

## Галерея

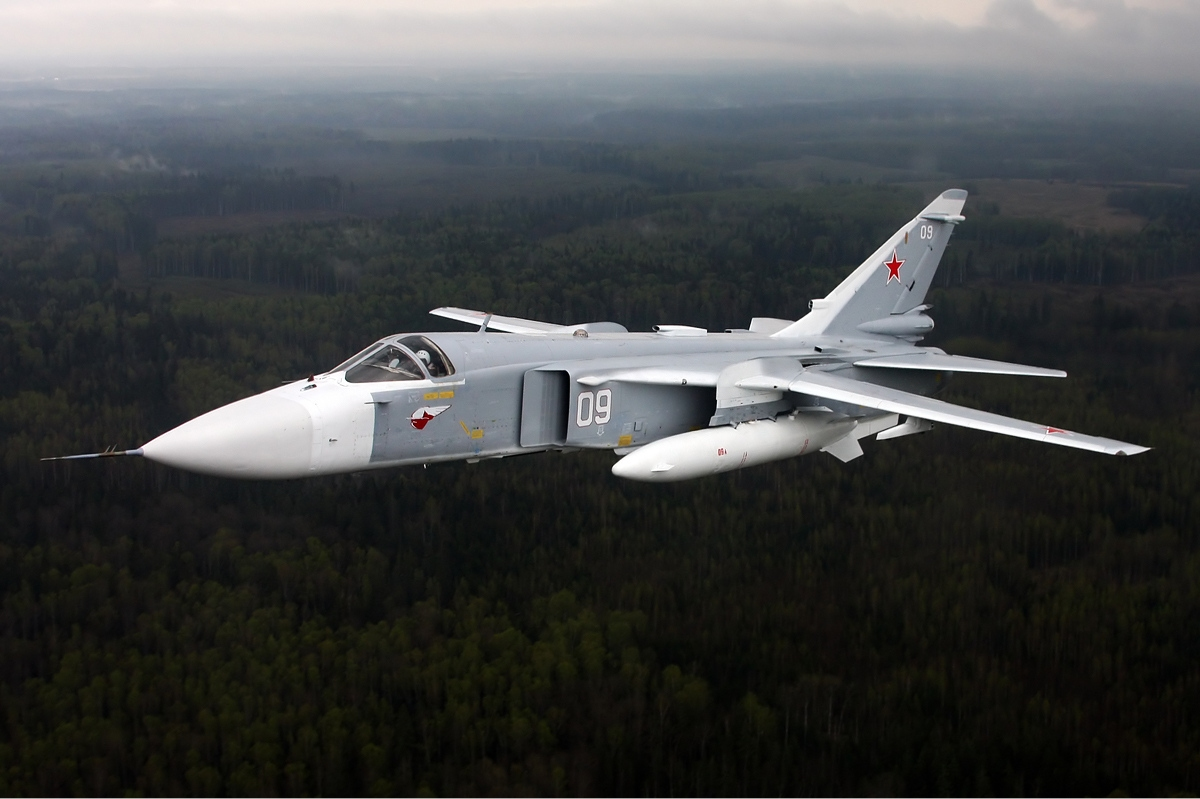
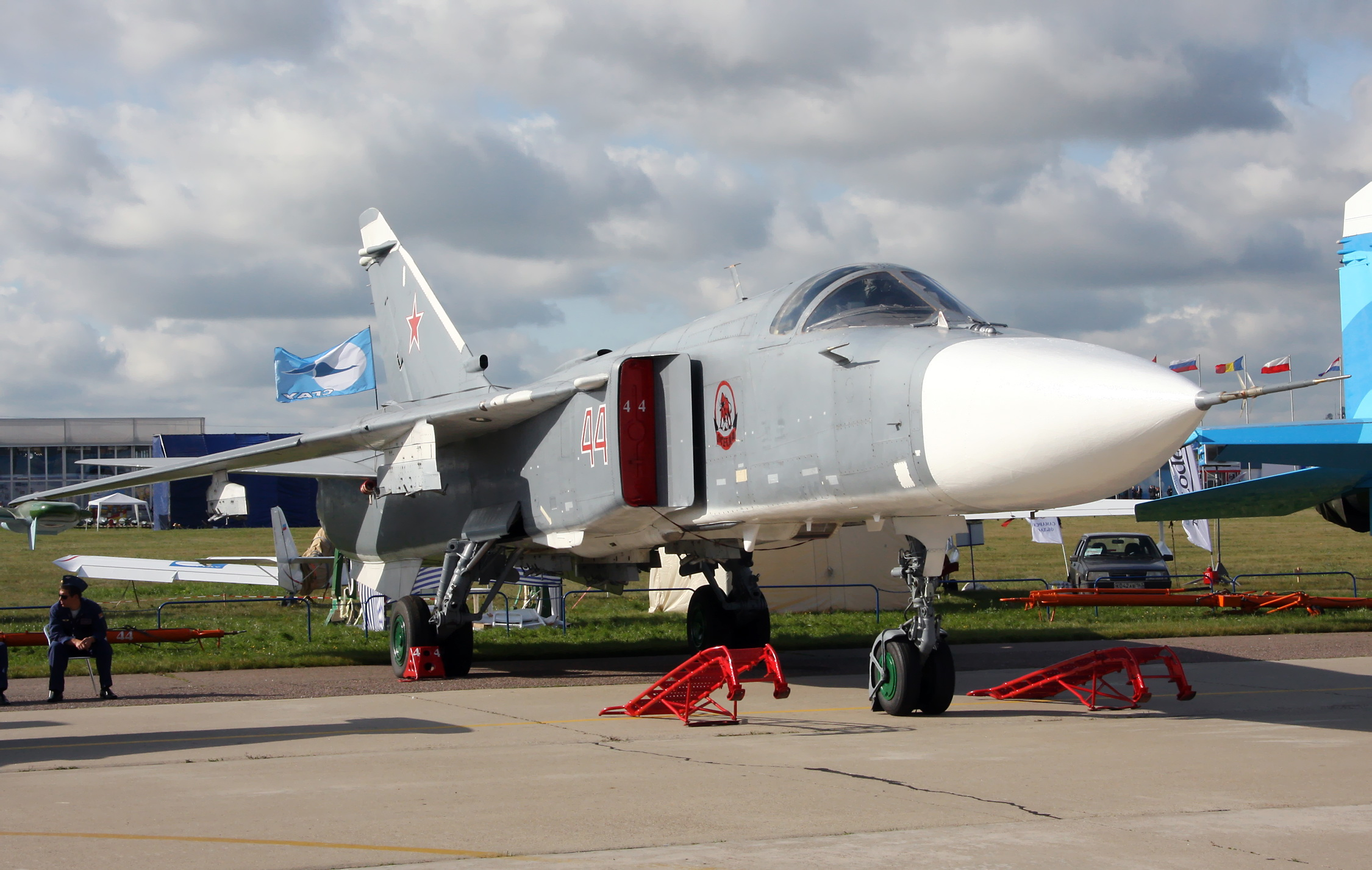
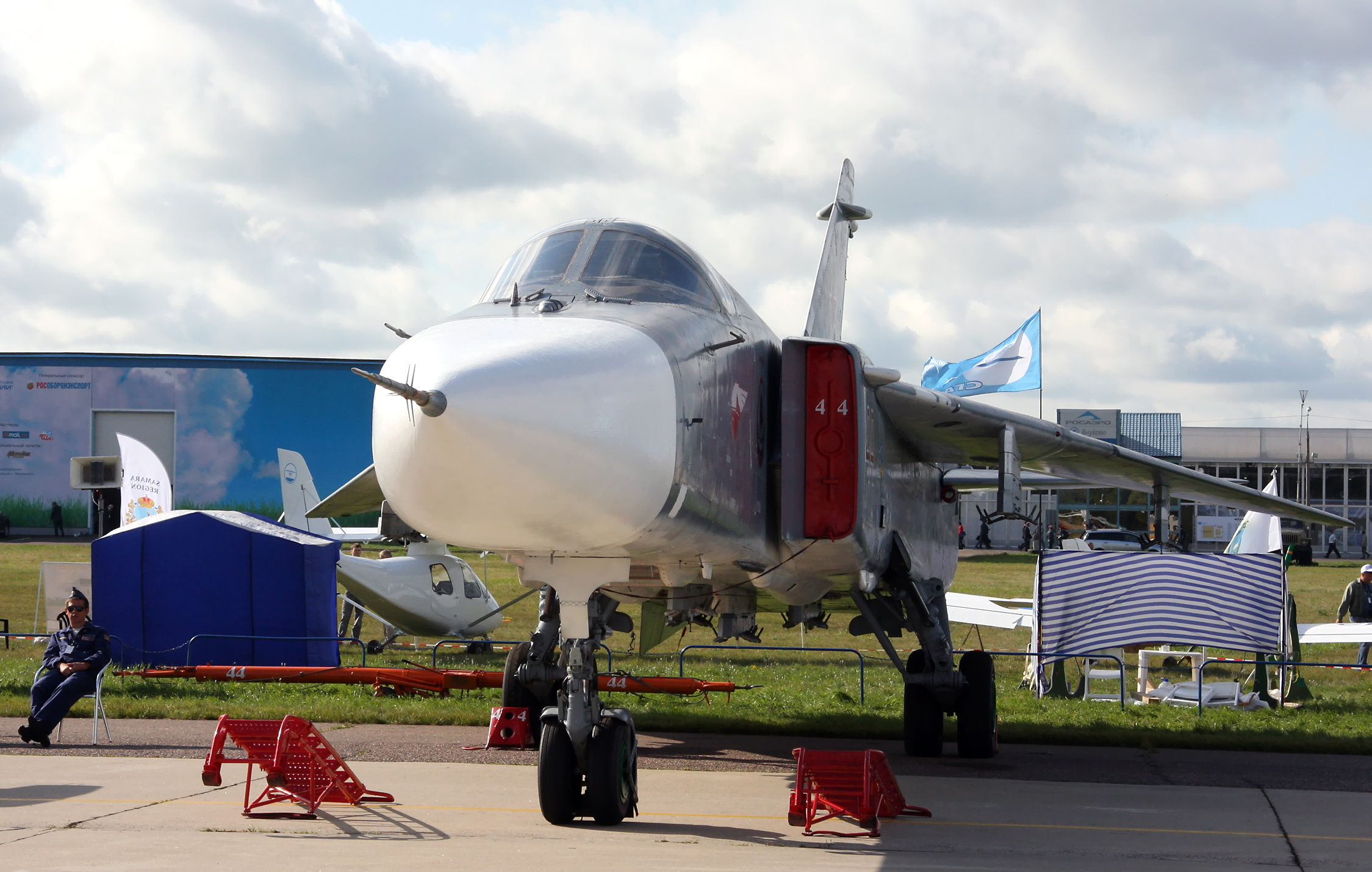
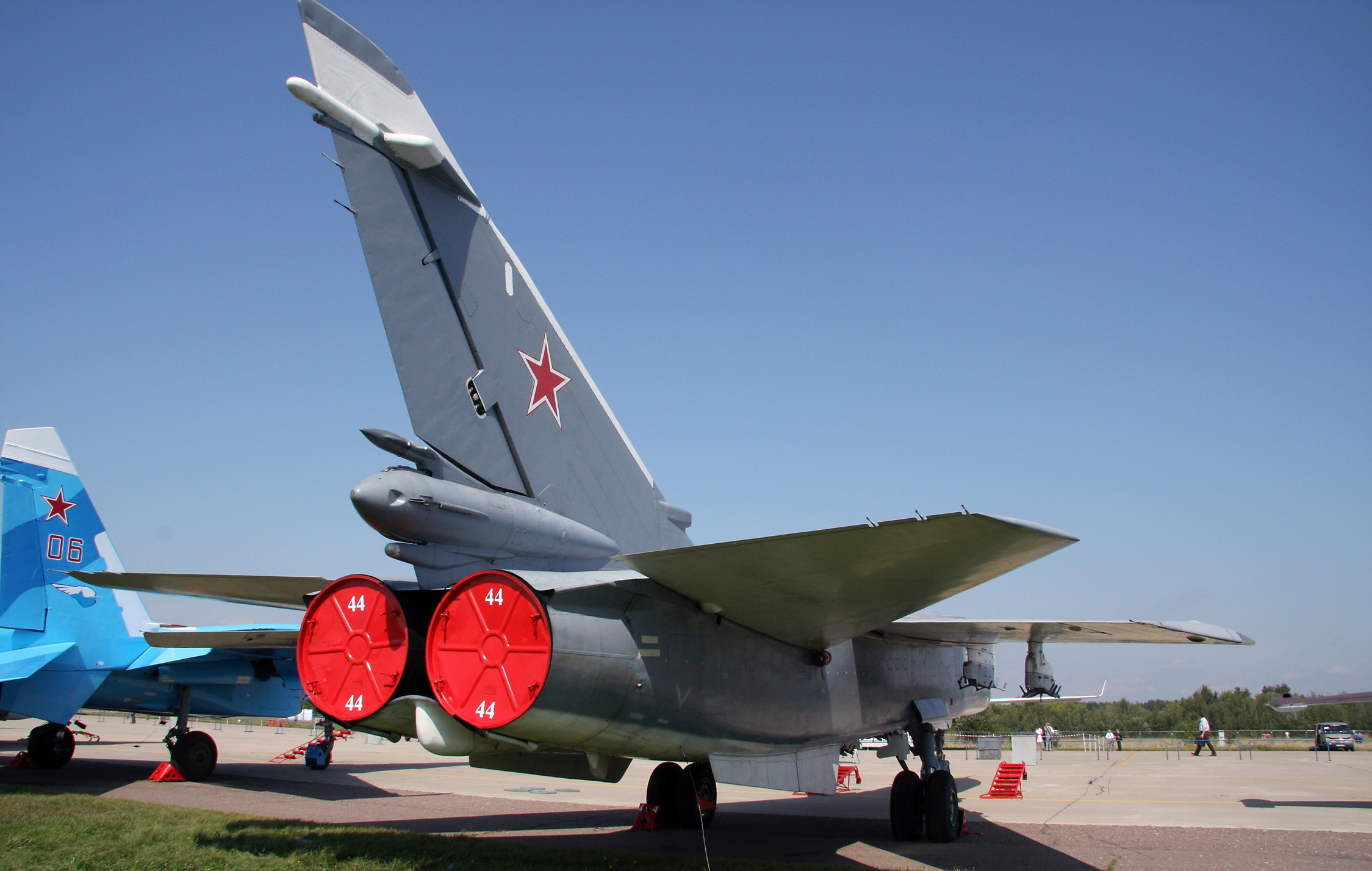
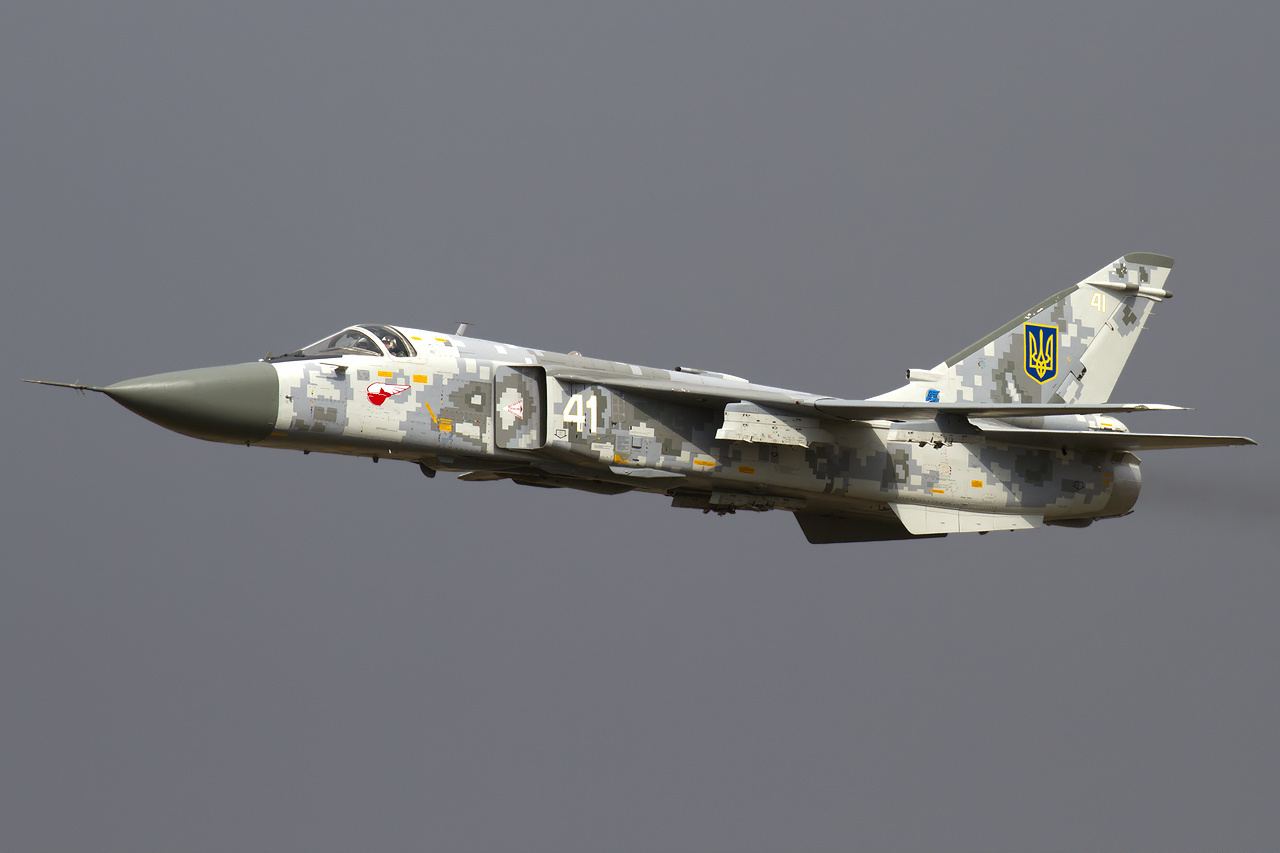